# Rana zhengi
Rana zhengi es una especie de anfibio anuro de la familia Ranidae.

## Distribución geográfica
Esta especie es endémica de la provincia de Sichuan en la República Popular de China. Solo se ha encontrado en las cercanías de Zhangcun, un pueblo en el condado de Hongya, a unos 1300 metros sobre el nivel del mar.

## Etimología
Esta especie lleva el nombre en honor a Ming-quan Zheng.

## Publicación original
- Zhao, 1999 : Diagnoses of a new frog and a new snake from China. Sichuan Journal of Zoology, vol. 18, n.º 3[4]